# Darod
Darod eller Daarood är en av det största somaliska klanerna i Somalia. Klanen är även en etnisk minoritet i Etiopien och Kenya. Darod hittas företrädesvis i nordöstra delen av Somalia, Ogaden-området i Etiopien och gränsområdet mellan Somalia och Kenya.

## Historia
Enligt information från Immigration and refugee board of Canada kan Darod-klanen härledas till en ädel arabisk patriark. Det påstås att klanen grundats av ett muslimskt helgon som gifte sig med en dotter till en lokal somalisk patriark, Sheik Darood. Därifrån har man även spårat dess subklaner.

### Inbördeskriget i Somalia
Den somaliska diktatorn Siad Barre tillhörde Darod-klanen. Flera av gerillagrupperna var också knutna till klanen, däribland Somali National Movement och Somali National Front. Eftersom Darodklanen finns i flera länder har de traditionellt varit starka förespråkare för ett Storsomalia.

### Puntland
Puntland bildades 1998 av personer som kallas äldrerådet. De kommer från Darods underklan Majeerten. Puntland har varit instabilt på grund av rivalitet mellan klaner före 2003 men sedan Abdullahi Yusuf lämnat ifrån sig makten över regionen Puntland råder stabilitet. Till skillnad från Somaliland vill Puntland vara en autonom del av ett framtida federalistiskt Somalia. Abdullahi Yusuf lämnade över makten till Puntlands befolkning sedan han hade valts till tillfällig president av Somalias parlamentariker. Abdullahi Yusuf var tidigare en krigsherre i Puntland. Han var officer åt Mohammad Siyad Barres regim. Han var bland de första som opponerade sig mot denna regim under slutet av 1970-talet och anklagade den för klanism.[källa behövs]

## Underklaner till Darod
Traditionellt har Darod delats in i tre större underklaner; Ogaden, Marehan och Harti. Den sistnämnda utgörs av Majerteen, som primärt finns i Puntland, och Dulbahante och Warsangeli i Somaliland.
- I Ogadenområdet finns Marehan och Ogadenklanen
- I Kenya finns Marehan (Degoodi), i Gedoregionen tillhör majoriteten av befolkningen Marehan
- I Jubaland finns Marehan, Majeerteen , Dhulbahante  och Ogadenklanen
- I Puntland tillhör en majoritet av befolkningen Majeerteen
- I Somaliland finns Warsangli och Dhulbahante (i de östliga områdena). Tillsammans med Majeerteen utgör de tillsammans en grupp som kallas Harti.